# Leo Au
Pour les articles homonymes, voir Au.
Leo Au (chinois traditionnel : 歐鎮銘), né le 1er février 1990 à Hong Kong, est un joueur professionnel de squash représentant Hong Kong. Il atteint, en juillet 2018, la 20e place mondiale sur le circuit international, son meilleur classement. Il est le frère de la joueuse de squash professionnelle Annie Au. En mai 2015, il devient champion d'Asie en battant Abdullah Al Muzayen en finale. Il prend sa retraite sportive en mai 2020.

## Biographie
Le 24 janvier 2015, il dispute et remporte le plus long match de squash de l'histoire en battant Shawn Delierre 11-6, 4-11, 11-6, 7-11, 16-14 en 170 minutes. Il efface à cette occasion le précédent record établi par le légendaire Jahangir Khan qui avait battu en 1985 Gamal Awad lors d'un match qui avait duré 166 minutes.

## Palmarès

### Titres
- Open de Malaisie : 2017[6]
- Championnats d'Asie : 2015
- Championnats de Hong Kong : 6 titres (2012, 2013, 2015, 2017, 2018, 2019)[7],[8]

### Finales
- Championnats d'Asie : 2019